# Louis-Nicolas Clérambault

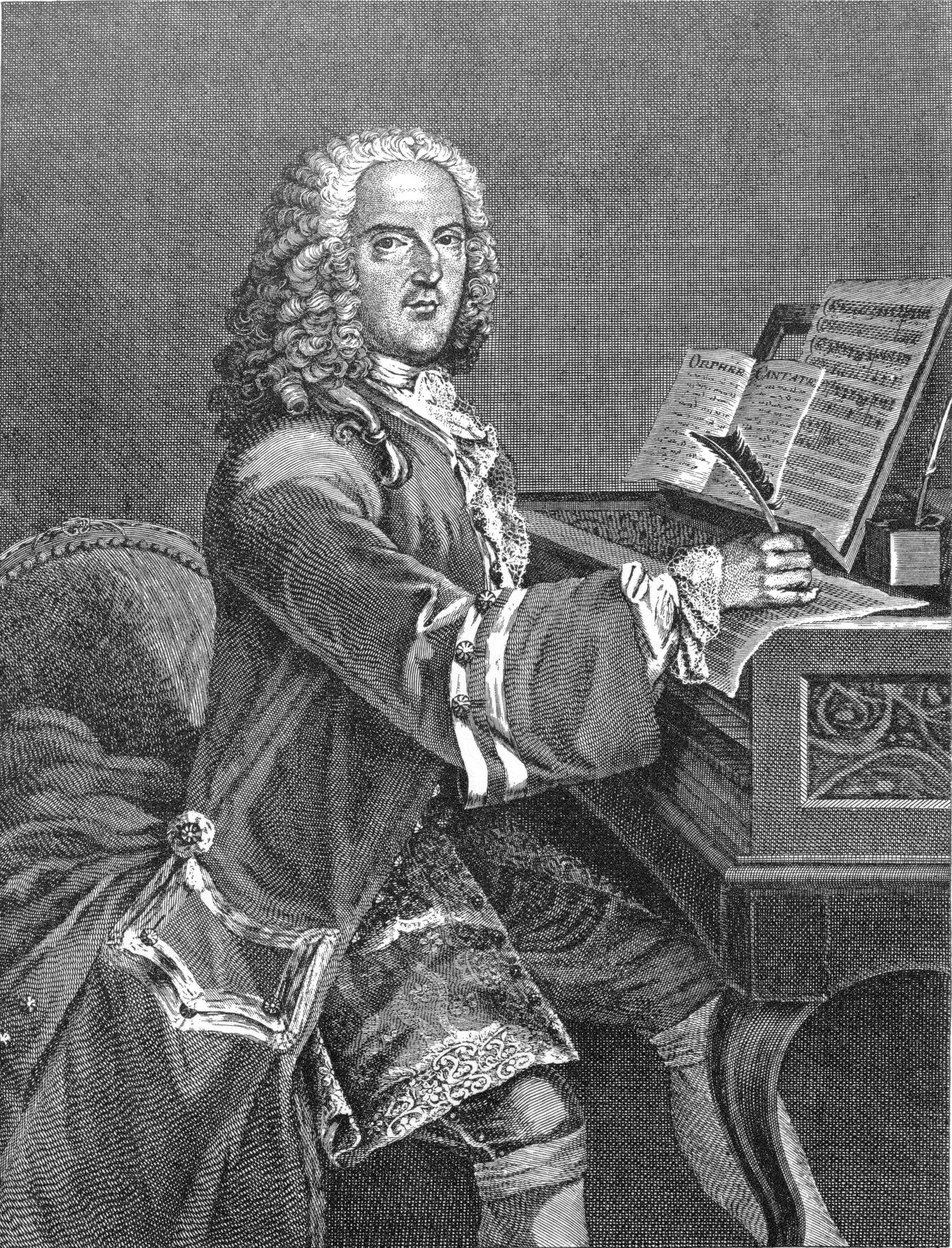
Porträt des Nicolas Clerambault, Stich von Louis-Simon Lempereur

Louis-Nicolas Clérambault oder nur Nicolas Clérambault (* 19. Dezember 1676 in Paris; † 26. Oktober 1749 ebenda) war ein französischer Komponist und Organist. 

## Leben
Louis-Nicolas Clérambault war Sohn von Dominique Clérambault (1644–1704), einem der Vingt-quatre Violons du Roy am Hofe Ludwigs XIV. Er begann in früher Jugend mit dem Erlernen der Violine und des Cembalos. Orgelunterricht erhielt er von André Raison und Kompositionslehre von Jean-Baptiste Moreau (1656–1733). Im Alter von dreizehn Jahren komponierte er seine erste Grand Motet. Anschließend wurde er Organist an der Kirche der Grands-Augustins und 1710 an Saint-Sulpice in Paris.
1705 kam Clérambault in den höfischen Dienst, wo er Konzerte organisierte und Kantaten schrieb. Nach dem Tode Ludwigs XIV. 1715 zog der Hof nach Paris. Clérambault arbeitete als Nachfolger von Guillaume Gabriel Nivers bei den Demoiselles de Maintenon an der königlichen Einrichtung Maison Royale de Saint-Louis in Saint-Cyr-l’École, einer Zuflucht für Töchter aus verarmtem Hochadel. Diese Schule war durch Madame de Maintenon, der Geliebten und späteren Ehefrau des Königs, ins Leben gerufen worden. Dort gab Clérambault Musikunterricht, spielte die Orgel und dirigierte mehrere Chöre. 
Aus kompositorischer Sicht entwickelte er während dieser Zeit die typisch französische Kantate. Diese glich unter Clérambault einer Art Miniaturoper, meist für drei Gesangsstimmen mit Cembalo- und Gambenbegleitung, gelegentlich auch mit Violine und Flöte. Die Themen kamen zumeist – ganz nach dem Geschmack der Zeit – aus der griechischen Mythologie.
1719 folgte er seinem Lehrer André Raison als Organist an der jahrzehntelang im Umbau befindlichen Kirche Saint-Sulpice der Grands-Jacobins in der Rue Saint-Jacques, die 1745 neu geweiht wurde. Die Familie wohnte in der rue du Four im Stadtteil St. Germain-des-Prés und seine Nachbarn waren die Musikerkollegen Marc-Antoine Charpentier, André Campra, Jean-Philippe Rameau und Joseph Bodin de Boismortier. Seine beiden Söhne César und Évrard wurden beide Organisten und Komponisten.
Am 23. März 1737 wurde er in der Freimaurerloge Coustos-Villeroy initiiert, der Flötist Jacques-Christophe Naudot bürgte für ihn. Nach Clérambaults Tod übernahm sein Sohn César-François Nicolas (um 1705–1760) die Organistenstelle, nach dessen Tod der jüngere Bruder Évrard-Dominique Clérambault (1710–1790).
2010 wurde der Asteroid (14411) Clérambault nach Louis-Nicolas Clérambault benannt.

## Werke
Auflistung der Manuskripte und veröffentlichten Werke aus der „Bibliothèque Nationale de France“ in Paris. (Anmerkung: Bei Stimmen für Flöte ist häufig die flûte allemande, also die Traversflöte, gemeint)

### Undatierte Werke
- Sagesse éternelle
- Pour la sainte Vierge, Motette
- Domine für vier Stimmen und Instrumente
- Domine für drei Stimmen und zwei Violinen
- Prière pour le roy („Gebet für den König“)
- Sept Sonates et Symphonies für eine oder zwei Violinen und Bass (im italienischen Stil)
- Fünf Bände Motetten

### Datierte Werke
- 1697–1714: Acht Arien, veröffentlicht in verschiedenen Ausgaben der Recueils d’Airs sérieux et à boire de différents auteurs, hrsg. von Christophe Ballard, darunter:
  - C’en est fait, j’ay brisé ma chaine, air à boire („Trinklied“; November 1701)
  - Vuol parlar il mio cuore, für eine Stimme und zwei Instrumente (Recueil des meilleurs airs italiens qui ont été publics [sic!] depuis quelques années, 1708)
  - Hélas, la pauvre fille, elle a le mal de tout, Ariette für zwei Stimmen und Generalbass (Februar 1709)
  - Jugez de ma peine extrême (Juli 1710)
  - Reparons l’honneur de la treille (September 1711)
  - Amis, le dieu du vin s’empresse (Februar 1714)
- 1701: Te Deum in drei Teilen
- 1702: Premier livre de pièces de clavecin (Cembalo)
- 1704: Magnificat für drei Stimmen und Generalbass
- 1708: Saint Sacrement, Motette für drei Stimmen
- 1710: Premier livre d’orgue, contenant deux suites du I. et du II. ton (erstes Orgelbuch mit zwei Suiten im ersten und zweiten Ton)
- 1710: Cantates françoises, à I. et II. voix. Avec simphonie, et sans simphonie (französische Kantaten für eine und zwei Stimmen, mit und ohne Instrumentalbegleitung, erstes Kantatenbuch), darin:
  - L’Amour piqué par une abeille, für Sopran und Generalbass;
  - Le jaloux, für Haute-contre, Violine und Generalbass;
  - Orphée, für Sopran, Flöte, Violine und Generalbass;
  - Poliphême, für Bass, Flöte, Violine und Generalbass;
  - Médée, für Sopran, Flöte, Violine und Generalbass;
  - L’Amour et Bachus, für Sopran, Bass und Generalbass.
- 1713: Cantates françoises, mellées de simphonies. Livre IIème (französische Kantaten mit Instrumentalbegleitung, zweites Buch), darin:
  - Alphée et Aréthuse, für Sopran, Flöte oder obligate Gambe und Generalbass;
  - Léandre et Héro, für Sopran, Violine, obligate Gambe und Generalbass;
  - La musette, für Sopran, Musette oder Violine und Generalbass;
  - Pirâme et Tisbé, für Haute-contre, Flöte, Violine und Generalbass;
  - Pigmalion, für Bass, Violine und Generalbass;
  - Le triomphe de la paix, für zwei Soprane, Bass, Violine und Generalbass.
- 1714: Le bouclier de Minerve, Kantate für Sopran, Violine, Flöte oder Diskantgambe und Generalbass
- 1715: Abraham, Kantate für Sopran und Generalbass
- 1716: Cantates françoises mellées de simphonies. Livre IIIe (französische Kantaten mit Instrumentalbegleitung, drittes Buch), darin: 
  - Apollon, für Sopran pour Flöte oder Violine, Violine und Generalbass;
  - Zéphire et Flore, für Sopran Flöte oder Diskantgambe und Generalbass;
  - L’Isle de Délos, für Sopran, Violine und Generalbass;
  - La Mort d’Hercule, für Bass, Violine und Generalbass.
- 1716: La Muse de l’Opéra ou les Caractères lyriques, Kantate für zwei Soprane, zwei Violinen, Flöte, Oboe, obligate Gambe, Trompeten, Pauken und Generalbass
- 1720: Cantates françoises mellées de simphonies. Livre IVe (französische Kantaten mit Instrumentalbegleitung, viertes Buch), darin:
  - L’Amour, guéri par l’amour, für Sopran, Flöte, Violine und Generalbass;
  - Apollon et Doris, für Sopran, Haute-contre, Violine und Generalbass.
- 1721: Le soleil vainqueur des nuages, Kantate für Sopran, Oboe, Flöte, Violine, Fagott und Generalbass
- 1723: Le triomphe de la vertu, Divertissement
- 1723: Choeurs et intermèdes de „L’idile de Saint-Cyr“
- 1725: Motets à une ou deux voix (Motetten für ein oder zwei Gesangsstimmen), für Chor, Generalbass und Orgel
- 1726: Cinquième livre de cantates (fünftes Kantatenbuch), darin:
  - Clitie, für Sopran, obligate Gambe und Generalbass;
  - Les Forges de Vulcain, für Bass, Violine, Flöte und Generalbass.
- 1730: Fables sur de petits airs et des Vaudevilles choisis avec une Basse en Musette. 1er recueil
- 1730–1731: 14 Airs spirituels et moraux in zwei Sammelbänden Nouvelles poésies spirituelles et morales sur les plus beaux airs de la musique françoise et italiennes, nach Texten von Jean Desessartz
- 1733: Chants et motets à l’usage de l’église et communauté des Dames de la Royale Maison de St. Louis à St. Cyr. Tome premier, contenant les messes, vespres, cérémonies, avec toutes les litanies. Le tout composé par Mr. Nivers et mis en ordre et augmenté de quelques motets par Mr. Clérambault. (1. Band)
- 1733: Motetten für ein oder zwei Gesangsstimmen und Generalbass À l’usage de l’église et communauté des Dames et Demoiselles etc. Tome second, contenant tous les motets, qui se chantent au salut, composés par Mrs Nivers et Clérambault. (2. Band)
- 1743: Les francs masçons („Die Freimaurer“), Motette für Bass, ein oder zwei Gesangsstimmen
- 1745: Divertissement sur la naissance du Sauveur du Monde („Zur Geburt des Erlösers“)
- 1745: Motet fait pour la Dédicace de l’Église de Saint-Sulpice („Motette zur Weihe der Kirche Saint-Sulpice“), Text von Pierre-Charles Roy
- 1747: Hymne an St. Louis
- 1748: Divertissement Le retour du printemps ou l’Ouverture de la campagne

## Hörbeispiel
Basse et dessus de trompetteⓘ aus dem Premier Livre d’Orgue